# The Mystic Knights of Tir Na Nog
The Mystic Knights of Tir Na Nog (no Brasil: Os Cavaleiros Misticos de Tir Na Nog, na Fox Kids, ou Os Guerreiros da Magia em transmissões locais da Globo) foi uma série de televisão criada pela Saban Entertainment, mesma produtora de Power Rangers.